# Lumen
Lumen，原稱為寒蝉效应（Chilling Effects），是一个协作编辑的档案库，由几个法律诊所和电子前哨基金会创立，旨在保护合法的網路活动免受法律威胁。人们在收到“停止并终止”权利通知书后，可以提交给它的网站，并获得有关其法律权利和责任的信息。这个网站最初是由哈佛大学伯克曼互联网与社会中心的研究员温迪·塞尔策设立的。

## 歷史
2001年一些互联网活动家披露了这些档案，他们对当时日渐增加的发送“停止并终止”律师函的现象感到担忧，虽然没有研究证实，但这种不受管制的私人行为对言论自由可能会产生潜在的巨大影响，引发“寒蝉效应”。
2002年起，档案的数量开始显著增加，因为 Google 开始提交它收到的通知。Google 最初这么做是为回应一起公众事件。2002年4月，山达基教会说服 Google 屏蔽了一个反对山达基教的网站「Operation Clambake」。这个举动激起了公众的强烈反应，用户和各种组织纷纷向 Google 发出抗议，最后Clambake的网站链接被恢复了。Google 此后便开始向寒蝉效应網站贡献它收到的通知书，将来自像山达基教会的投诉这样的档案存档，并提供访问档案的链接。
自2002年以来，研究人员一直在使用这一档案库，来研究人们如何使用“停止并终止”律师函，主要包括数字千禧年著作权法案（DMCA）第512条的撤下公告，非DMCA版权及商标索赔。
2015年11月2日，寒蝉效应網站宣佈改名為「Lumen」。

## 成员
- 伯克曼互联网与社会中心，哈佛大学法学院
- 电子前哨基金会
- 乔治华盛顿大学法学院
- ，加州大学伯克利分校法学院（Boalt Hall）
- 圣塔克拉拉大学法学院高科技法律研究所
- 斯坦福互联网与社会中心，斯坦福大学法学院
- 缅因大学法学院
- ，旧金山大学法学院